# 奈良林直
奈良林 直（ならばやし ただし、1952年 - ）は、日本の工学者。東京工業大学先導原子力研究所特任教授、北海道大学名誉教授。専門は原子炉工学。学位は、工学博士。

## 略歴
- 1952年 - 東京都に生まれる。
- 1971年 - 千葉県立千葉高等学校卒業[2]
- 1972年 - 東京工業大学工学部機械物理工学科入学[3]。
- 1978年
  - 東京工業大学大学院理工学研究科原子核工学修士課程修了
  - 東芝入社。原子力事業本部原子力技術研究所に配属。原子炉の安全などについての研究を行う[4]。
- 1991年
  - 東京工業大学より工学博士の学位授与。
  - 東芝 原子力技術研究所 主査
- 2000年 - 東芝 電力・産業システム技術開発センター 主幹
- 2004年 - 日本機械学会 動力エネルギーシステム部門長[5]
- 2005年 - 北海道大学大学院工学研究科 助教授
- 2007年 - 北海道大学大学院工学研究科 教授
- 2014年 - 日本保全学会 会長
- 2018年 - 東京工業大学先導原子力研究所 特任教授[1][6]

## 研究
原子炉の免震構造や配管等の異常を自律検知するシステム等の原子炉安全工学、惑星間航行用原子力推進宇宙船などについての研究を行う。

## 受賞歴
Outstanding Professor of the Year Award - 2018 North American ISOE ALARA Symposium

## 人物
- 2008年7月11日、北海道電力が主催する講演会でプルサーマルの必要性と安全性について講演を行う[8]。
- 2011年4月3日、テレビ朝日の番組サンデースクランブルに出演し、プルトニウムの人体に対する影響について、239プルトニウムを飲み込んだ場合の致死量は32g[注釈 1]と主張している[9]。
- 「原子力村」の一員であるとしてSAPIOから批判された[9]。
- 「御用学者」のレッテルを貼られたと語っている[10]。
- 国家基本問題研究所客員研究員[11]。
- 日本エネルギー会議の発起人の一人[12]。
- 2020年、所属する国基研のサイトに「学術会議こそ学問の自由を守れ」と題した記事を掲載。その中で、防衛省の安全保障技術研究推進制度に採択されていた北海道大学のある研究について、日本学術会議の幹部が「北大総長室に押しかけ研究を辞退させた」と書いたが、嘘であった。後に訂正するも、内閣府から公益認定された国基研のサイトやSNSに掲載されたこと、産経新聞が取り上げたことなどにより広く拡散した[13]。